# Плита Тонга

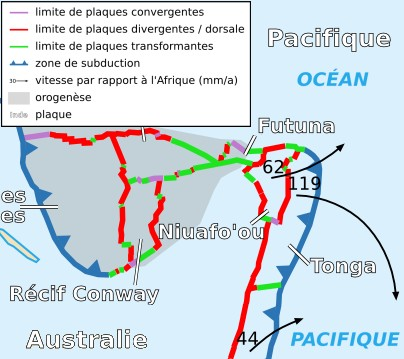
Расположение Плиты Тонга

Плита Тонга — тектоническая микроплита. Имеет площадь — 0,00625 стерадиан. Обычно рассматривается в составе Индо-Австралийской плиты.
Расположена в западной части Тихого океана, является фундаментом островов Тонга. Является продолжением на север с Кермадеской линейной зоной севернее Новой Зеландии.
Плита ограничена с востока и севера зоной субдукции Тихоокеанской плиты, образующую жёлоб Тонга. На западе имеет активный рифт или спрединговый с плитой Ниуафооу и Индо-Австралийской плитой. На юге имеет трансформную границу с плитой Кермадек.